# 토미 코노
타미오 "토미" 코노(Tamio "Tommy" Kono, 1930년 6월 27일 ~ 2016년 4월 24일)는 미국의 역도 선수이다.

## 생애
코노는 캘리포니아주 새크라멘토에서 태어났다. 코노의 가족은 제2차 세계 대전이 일어나는 동안 북부 캘리포니아의 사막에서 매우 고립된 지역 툴리 호수 수용소로 이전했다.

## 선수 경력
코노는 1952년과 1956년 하계 올림픽에서 금메달을 획득하고, 1960년 하계 올림픽에서 은메달을 획득하였다.
1953년부터 1959년까지 세계 역도 선수권 대회에서 6연패했고, 총 21개의 세계 기록을 세운 그는 1955년, 1959년과 1963년 팬아메리칸 게임에서 3번 우승했다.
코노는 1976년 하계 올림픽에서 미국의 올림픽 역도 대표팀 감독이었다.
1970년대에 그 이후로 살았던 하와이주로 이주하였다.
1993년 국제 역도 연맹 명예의 전당에 선임되었다.

## 사망
85세의 나이로 호놀룰루에서 간병으로 사망하였다.